# یاقوت حموی
شهاب‌الدین ابو عبدالله یاقوت بن عبدالله الحموی (۵۷۴ قمری – ۶۲۶ قمری) که به نام یاقوت حَمَوی شهرت دارد، جغرافی‌دان و تاریخ‌نویس عرب‌زبانِ یونانی‌تبار سده ششم و هفتم قمری است. وی در بعضی منابع به نام دوران بردگی خود، یاقوت رومی نیز شناخته می‌شود.
یاقوت، در روزگار کودکی و در خلال جنگ صلیبی سوم به اسارت مسلمانان درآمد و در بغداد به عنوان برده به یک تاجر اهل حماه فروخته شد. ارباب، او را به تحصیل واداشت تا بتواند از کمک او در امر تجارت استفاده کند. یاقوت پس از فراغت از تحصیل در امور تجاری و سفرهای بازرگانی به کار گمارده شد تا این که به سبب مشاجره، اربابش او را آزاد و با او قطع رابطه کرد. پس از آزادی، یاقوت در بازار بغداد به نسخه‌برداری از کتاب پرداخت تا امرار معاش کند. اما بعد از چند سال، ابتدا به عنوان شریکِ اربابِ سابق (که روابط‌شان دوباره ترمیم شده بود) و پس از درگذشت او، به‌صورت مستقل سفرهای تجارتی را از سر گرفت. یاقوت در این سفرها کتاب دادوستد می‌کرد و به این خاطر در سفرهای متعددی که داشت، با بسیاری از بزرگان عصر خود از جمله جمال‌الدین قفطی، مورخ و نحوی ساکن حلب ملاقات کرد.
یاقوت مدتی نیز در شهرهای مختلف خراسان از جمله مرو اقامت گزید و از کتابخانه‌های بزرگ این شهرها برای مطالعات و تحقیقات خود استفاده کرد. او پس از سه سال اقامت در مرو، در پی هجوم مغولان به ایران به عراق و از آنجا به شام گریخت. در سال‌های پایانی عمر، یاقوت به تجارت و مطالعات خود ادامه داد و توانست نگارش برخی از آثار خود را به پایان برساند. او در سال ۶۲۶ قمری در کاروانسرایی در حلب درگذشت؛ در حالی که وارثی نداشت و وصیت کرده ‌بود کتاب‌هایش به مسجدی در بغداد اهدا شود.
اگرچه بسیاری از شرق‌شناسان، یاقوت حَمَوی را به واسطهٔ مُعجم‌البُلدان می‌شناسند و به همین دلیل، او را جغرافی‌دان می‌دانند، اما او در نحو، تاریخ و تاریخ ادبیات نیز پژوهش کرده و آثاری در این حوزه‌ها نیز نگاشته‌است. نوشته‌های او و همچنین استناد نویسندگانِ بعد به او نشان می‌دهد حموی آثار دیگری نیز داشته ‌است که در حال حاضر موجود نیستند. نوشته‌های وی نشان می‌دهد که او علاوه بر زبان عربی، با زبان‌های فارسی، یونانی و سُریانی نیز آشنا بوده‌است. عمده شهرت او به دلیل تألیف کتاب معجم‌البلدان است. این دانشنامهٔ جغرافیایی شش‌جلدی، اطلاعات ارزشمندی در مورد شهرها و نواحی مختلفِ آن روزگار را دربردارد. حموی در نگارش معجم البُلدان، علاوه بر بهره‌گیری از منابع مختلف، تجربیات، مشاهدات و شنیده‌های خود را نیز گزارش کرده‌است. معجم البلدان حموی، هم در بین محققان اسلامی و هم در نظرِ محققان غربی، کتابی معتبر در زمینه جغرافیای جهان در سده دوازدهم و سیزدهم میلادی است و به‌صورت کامل یا بخشی از آن به زبان‌های مختلف اروپایی ترجمه شده‌است. کتاب مشهور دیگر حموی معجم‌الادبا نام دارد که شرح حال مفصلی از ادیبان و شاعران است.

## زمانه

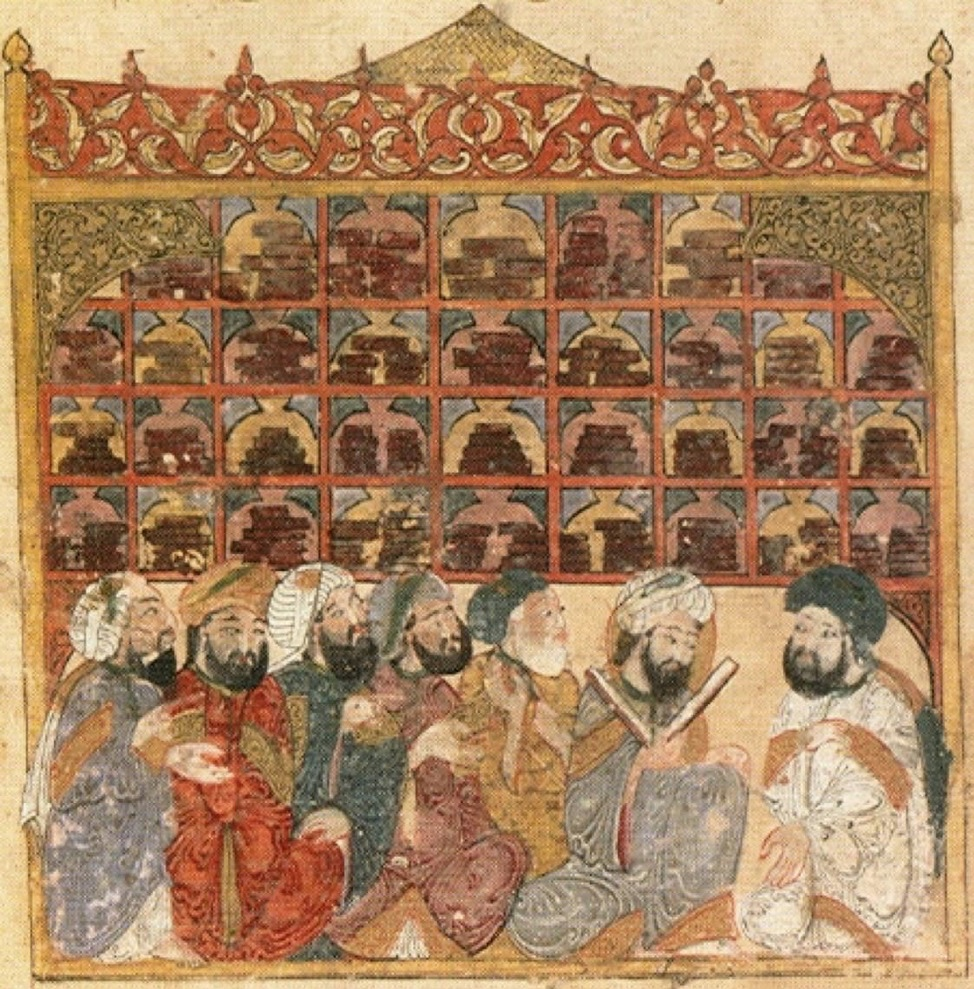
نگاره ای از دانشجویان در بیت الحکمه در سده هفتم هجری/سیزدهم میلادی برگفته از کتاب مقامات الحریری.

در سال ۵۷۰ قمری (۱۱۷۴ میلادی) نورالدین زنگی در دمشق در گذشت و صلاح‌الدین ایوبی پس از تثبیت حاکمیت خود در مصر، توانست با تسلط بر شام (دمشق)، سلسله ایوبیان را تأسیس کند. با قدرت گرفتن صلاح‌الدین در منطقه و در نتیجهٔ آن شکست دادن صلیبیون در نبرد حطین و بازپس‌گیری اورشلیم، زمینه‌های شروع جنگ صلیبی سوم بین مسلمانان و صلیبیان فراهم شد. این جنگ با دوران کودکی و نوجوانی یاقوت حموی مصادف بود. بغداد، شهری که کودکی و نوجوانی یاقوت در آن طی شد، در آن دوران یکی از بزرگ‌ترین شهرهای دنیا محسوب می‌شد و از زمان شروع حکومت عباسیان به عنوان پایتخت انتخاب شده بود. به همین سبب، اقوام مختلف و پیروان مذهب‌های گوناگون در این شهر ساکن بودند. تنوع قومی و مذهبی در بغداد و رقابت رهبران اقوام و مذاهب برای کسب قدرتِ بیشتر، باعث شده‌بود که در این شهر چندین‌بار نزاع‌های قومی و مذهبی و حتی در بعضی موارد، آشوب‌های شهری شکل بگیرد. گرایش مذهبی خلیفه و افراد صاحب‌منصب حکومت نیز گاهی باعث تشدید درگیری‌ها می‌شد.
در همین دوران در مناطق خراسان و عراق عجم، خوارزمشاهیان قدرت و نفوذ خود را توسعه می‌دادند. علاءالدین تکش از سال ۵۶۸ به عنوان شاه خوارزمشاهی حکومت می‌کرد. او موفق شد در سال ۵۹۰ با شکست دادن طغرل سوم آخرین شاه سلجوقیان عراق، قلمرو خوارزمشاهیان را تا فلات ایران گسترش دهد. در دوران سلجوقیان، در مناطق مختلف ایران، پیروان فرقه‌های مختلف مذهبی زندگی می‌کردند؛ بوزانی در تاریخ ایران کمبریج، وجود ۱۲ فرقهٔ سنی در مناطق مختلف ایران را گزارش کرده و همچنین گفته‌است که شیعیان در مناطقی از طبرستان و ری و خوارج در منطقه سیستان می‌زیسته‌اند. در این دوران کشمکش‌های مذهبی بسیار رایج بود که گاهی حتی با قتل‌عام همراه می‌شد. همچنین در سده ششم هجری، نخستین طریقت‌های سازمان‌یافته صوفیه پایه‌گذاری شد. اکثریت مردم در سرزمین ایران، در آن دوران، مذهب اهل تسنن را داشتند. با این حال، با رو به زوال رفتن سلجوقیان که حامی پیروان اهل سنت بودند و به خلافت رسیدن الناصر (۵۷۵–۶۲۲ قمری) در حکومت عباسیان، شیعیان قدرت و نفوذ بیشتری پیدا کردند و توانستند به منصب‌های دیوانی دست یابند.
از نظر فرهنگی، دوره سلجوقی یکی از مراحل اوج‌گیری فرهنگ و تمدن ایرانی محسوب می‌شود. یکی از نمودهای این توسعه فرهنگی، رشد شهرها و تأسیس مدرسه‌های بزرگ مانند نظامیه در بغداد و سایر شهرها بود. هنر در این دوره در سراسر ولایات ایران دگرگونی‌های زیادی داشت و در معماری، شکل، تصویرنگاری و زیبایی‌شناسی تغییراتی رخ داد که آثار آن در ادوار بعدی قابل مشاهده است. اولگ گرابر این دوره را پربارترین دوره هنری ایران و یک «انفجار هنری» می‌داند. به‌طور مثال، در سده ششم هجری، ساختمان‌سازی‌های وسیعی در اصفهان، خراسان و ری در جریان بود.
از سده اول هجری تا زمان حمله مغولان، مرو یکی از مراکز علمی خراسان محسوب می‌شد و در آن مدارس و کتابخانه‌های متعددی وجود داشت. برخی از مدارس مشهور آن دوره عبارتند از: مدرسه نظامیه، مدرسه عمیدیه و مدرسه خاتونیه. همچنین از جمله کتابخانه‌های مشهور آن دوران می‌توان به کتابخانه نظام‌الملک، کتابخانه قطان مروزی و کتابخانه عزیزیه اشاره کرد. یاقوت حموی در مشاهدات خود مرو را صاحب ارزشمندترین گنجینه کتاب در جهان توصیف و وجود ۱۰ کتابخانه در این شهر را گزارش کرده‌است. این شهر که دارای سابقه اقامت دانشمندان در دوره‌های مختلف از جمله ساسانیان و عباسیان را داشت در سده پنجم هجری به اقامتگاه برخی از حکمرانان سلجوقی از جمله چغری بیک تبدیل شد. توسعه علمی شهر در این دوران ادامه یافت و پس از سقوط سلجوقیان و روی کار آمدن خوارزمشاهیان، کتابخانه‌های مرو همچنان دایر بودند؛ چنان‌که یاقوت حموی نیز به مطالعه و تحقیق در این کتابخانه‌ها مشغول شد.
در سال ۶۱۶، حمله مغول از سرزمین‌های شرقی شروع و به ویرانی سرزمین‌های شرقی قلمرو اسلامی منجر شد. مغولان در عرض یک سال توانستند بیشتر شهرهای پرجمعیت و فرهنگی خراسان بزرگ را که از حیث تمدن و شهرسازی سرآمد بودند، تصرف کنند. خیلی زود، بخارا، سمرقند، بلخ و پس از آن مرو و نیشابور در حملاتی به فرماندهی چنگیز تسخیر شدند. جنگ در سال ۶۱۷ به مرو رسید و در پی این حمله، بسیاری از بزرگان ساکن این منطقه، به ناچار از آنجا فرار کردند یا به دست مغولان کشته شدند. مرو در اثر هجوم مغولان ویران شد و مجموعه کتابخانه‌های این شهر نیز از بین رفت.

## سرگذشت
یاقوت در سال ۵۷۴ یا ۵۷۵ قمری در قلمرو امپراتوری بیزانس و از پدر و مادری غیرعرب متولد و در کودکی اسیرِ مسلمانان شد. در ۵ یا ۶ سالگی در بازار برده‌فروشان بغداد تاجری به نامِ عسکر بن ابی‌نصر ابراهیم الحموی او را خرید و به مکتب‌خانه فرستاد تا خواندن و نوشتن بیاموزد و بتواند از او در نگهداری حساب و کتاب امور تجاری خود استفاده کند. احتمالاً عسکر یا برده‌فروشی که او را فروخت، نام یاقوت را که در آن دوران نامی ویژهٔ بردگان بود برای او برگزید. چون نام پدرش را نمی‌دانستند، او را پسر عبدالله یعنی «بنده خدا» می‌خواندند. از آنجا که عسکر اهل حماه بود، لقب «حموی» نیز به نام او اضافه شد. با این حال، در بعضی از منابع، با نام یاقوت رومی نیز شناخته می‌شود. او در بزرگسالی کنیهٔ خود را از ابوالدَرّی (که کنیه متداول بردگان بود) به ابوعبدالله تغییر داد و حتی خود را به جای یاقوت (که نام متداول برای بردگان بود) یعقوب نامید. اما نام یعقوب، چه در میان معاصران و چه برای آیندگان جا نیفتاد و نام یاقوت بر او ماند. او همچنین به «شهاب‌الدین» ملقب شد.
عسکر، خود بی‌سواد بود و تنها در تجارت مهارت داشت. استاد او در کودکی المنتخب البغدادی نام داشت که در شخصیت و منش یاقوت اثرگذار بود. او در حدود سال ۵۸۰ هجری از تحصیل فراغت یافت. بعد از رسیدن به جوانی، عسکر الحموی یاقوت را در تجارت‌خانهٔ خود به کار گماشت و او را به سفرهای تجاری به کیش، عمان و شام فرستاد. کیش در آن دوران یکی از باراندازهای مهم در تجارت دریایی بین اروپا و هند بود.

یاقوت پس از انجام چندین سفر تجاری به جزیره کیش، در سال ۶۱۳ به خراسان مهاجرت کرد. اما بار دیگر در سال ۶۱۷ در پی حمله مغولان به حلب گریخت. او سفرهای دیگری هم داشت و نقاط بسیاری را از نزدیک دیده بود.

یاقوت در سال ۵۹۶ از بردگی آزاد شد و برای امرار معاش، به پیشهٔ استنساخ (نسخه‌برداری) کتاب مشغول شد. تا سال ۶۰۳ که او به این حرفه اشتغال داشت، سیصد کتاب را نسخه‌برداری کرد. علینقی منزوی، مترجم معجم‌البلدان به فارسی، علت آزادی او را به نقل از ابن خلکان مشاجره یا اختلاف نظر با ارباب می‌داند که در نتیجه، ارباب او را آزاد کرد و از خود راند. کراچکوفسکی روایت دیگری از آزادی یاقوت دارد و معتقد است که عسکر در سال ۵۹۶ در گذشت و او را آزاد کرد. یاقوت در این مدت به سختی از پس هزینه‌های زندگی برمی‌آمد؛ به گزارش منزوی و همچنین دانشنامه اسلام پس از مدتی، مابین آن‌ها دوباره صلح برقرار شد و عسکر سرمایه‌ای را برای تجارت در اختیار او گذاشت. یاقوت برای سفر تجاری به جزیره کیش رفت، اما در بازگشت (سال ۶۰۶ قمری) متوجه درگذشت عسکر شد. پس سهم او را از سود تجارت به بازماندگان وی پرداخت و کار تجارت را مستقلاً از سر گرفت. پس از مرگ عسکر، او مدتی در عراق و شام می‌زیست و در حاشیه جنوبی خلیج فارس سفر و تجارت می‌کرد و یکی از اقلامی که می‌فروخت، کتاب بود. او که به دنبال مشتریان پروپاقرص کتاب در سرزمین‌های مختلف می‌گشت، در حلب با قفطی، وزیر فرمانروای ایوبی آشنا و کم‌کم با او صمیمی شد. حموی در منزل قفطی رفت‌وآمد داشت و با او در زمینه‌های مختلفی مباحثه می‌کرد. علاوه بر قفطی، او در این دوران با افراد سرشناس دیگری از جمله فخرالدین بن ساعاتی، طبیب و موسیقیدان و ابوالیمن کندی و شاغوری، مدرسان نحو در حلب و مرهف ابن اسامه در مصر نیز آشنا شد و ملاقات کرد.
در نتیجهٔ این سفرهای یاقوت به مناطق جنوبی و برخورد او با خوارج و افرادی که با علی بن ابی‌طالب ضدیت داشتند، مخالفت با علی در ذهن او رسوخ کرده بود. در یکی از سفرها در دمشق، در مباحثه‌ای با طرفداران علی، از او به زشتی یاد کرد که با واکنش شدید آن‌ها مواجه شد؛ چنان‌که درصدد کشتن او برآمدند. یاقوت از ترس کشته‌شدن از آنجا گریخت و حتی از اقامت در بغداد نیز منصرف شد. پس به خراسان رفت و در شهرهایی چون مرو، نسا و خوارزم به تجارت پرداخت. در بدو ورود به خراسان، مدتی در نیشابور اقامت داشت و ظاهراً در آنجا به دختری علاقه‌مند شد؛ هرچند که سرانجام مشخصی نداشت. یاقوت که در این دوران به چهل‌سالگی رسیده بود، به شعر نیز روی آورد. مدت اقامت او در مرو به دلیل وجود ده کتابخانه بزرگ، دو سال طول کشید و او اجازه یافته بود که از کتابخانه‌های این شهر هر تعداد کتاب که نیاز دارد، امانت بگیرد.
یاقوت حموی تحصیلات وسیع علمی نداشت و عمده طول عمر خود را در مسافرت به سر برد. در دوران کودکی، در مکتب‌خانه صرف و نحو عربی را آموخت اما به واسطه شغلش (نسخه‌برداری از کتاب و تجارت کتاب) کتاب‌های زیادی را خواند، با بسیاری از دانشمندان روزگار خود دیدار کرد و خیلی چیزها را به همین ترتیب آموخت. او در آثار خود به این درس‌آموخته‌ها و افرادی که حق استادی به گردن او دارند اشاره می‌کند، چنان‌که می‌توان فهرست بلندی از استادان را برای او متصور بود؛ جمال‌الدین قفطی و عبدالله عکبری از جملهٔ این افراد بودند. اگرچه بسیاری از شرق‌شناسان، یاقوت حموی را به واسطه معجم‌البلدان می‌شناسند و به همین جهت، او را جغرافی‌دان و تاریخ‌نگار می‌دانند، اما او نحو و لغت نیز می‌دانست و آثاری در این حوزه‌ها نیز داشته‌است.
یاقوت حموی در سال ۶۱۶ هجری، با وقوع حمله مغول به ایران، با مشقت به موصل فرار کرد. او در بلخ نزدیک بود توسط مغولان دستگیر شود و اگرچه توانست فرار کند، ناچار شد جز کتاب‌ها و دست‌نوشته‌ها، مابقی اموالش را رها کند و تقریباً دست خالی راه فرار در پیش بگیرد. او در راه موصل، در سال ۶۱۷ قمری در اربیل نامه‌ای به دوست قدیمی خود، جمال‌الدین قفطی نوشت و از او کمک خواست و سپس از موصل به سنجار و از آنجا به حلب رفت. در حلب، قفطی از او استقبال کرد و خانه و کمک مالی در اختیار او گذاشت. یاقوت نگارش کتاب‌های مشهورش، معجم البلدان و معجم الادبا را در همان‌جا به پایان برد. او در مقدمه معجم البلدان، از قفطی نام برد و نسخه‌ای از این کتاب را به کتابخانهٔ قفطی اهدا کرد. در مدت اقامتش در حلب، یاقوت به سفرهای تجاری‌اش ادامه داد تا این که در آخرین سفرش به مصر بیمار شد و همین بیماری باعث درگذشت او شد.
| سال (هجری قمری) | سال (میلادی) | مسیر                                     |
| --------------- | ------------ | ---------------------------------------- |
| ۵۸۶ و ۶۰۶       | ۱۱۹۰ و ۱۲۰۹  | بغداد، جزیره کیش، بغداد                  |
| ۵۹۳ تا ۵۹۴      | ۱۱۹۷ تا ۱۱۹۸ | بغداد، دیاربکر، سوریه، بغداد             |
| ۶۰۷ تا ۶۱۰      | ۱۲۱۰ تا ۱۲۱۳ | بغداد، سوریه، تبریز، بغداد               |
| ۶۱۱۱            | ۱۲۱۴         | بغداد، حلب                               |
| ۶۱۱ تا ۶۱۲      | ۱۲۱۴ تا ۱۲۱۵ | حلب، مصر، دمشق                           |
| ۶۱۳ تا ۶۱۴      | ۱۲۱۶ تا ۱۲۱۷ | حلب، خراسان                              |
| ۶۱۶             | ۱۲۱۹         | سفر در شهرهای خراسان (مرو، بلخ، هرات و…) |
| ۶۱۶             | ۱۲۱۹         | مرو، خوارزم                              |
| ۶۱۷             | ۱۲۲۰         | خراسان، موصل، حلب                        |
| ۶۲۴             | ۱۲۲۷         | حلب، مصر، دمشق                           |

یاقوت در سال ۶۲۶ هجری قمری در حلب درگذشت. کراچکوفسکی، شرق‌شناس روس، تاریخ دقیق درگذشت او را ۲۰ رمضان ۶۲۶ قمری یا ۲۰ اوت ۱۲۲۹ میلادی و محل مرگ او را در کاروانسرایی در بیرون شهر حلب گزارش کرده‌است. او هرگز ازدواج نکرده بود و وارثی نداشت. او ابن اثیر را وصی خود قرار داد و کتاب‌هایش را وقف مسجد زیدی بغداد کرد. اما محتسب بغداد، وصیت او را مردود دانست و فرزند عسکر، ارباب سابق یاقوت، اموال باقی‌مانده از او را تصرف کرد. نوشته‌های یاقوت نزد ابن اثیر باقی ماند و او به عقیدهٔ علی نقی منزوی، کتاب‌شناس معاصر، احتمالاً از این نوشته‌ها در کتاب الکامل فی التاریخ استفاده کرد؛ بی‌آن‌که نامی از یاقوت حموی ببرد.

## آثار

### معجم‌البلدان
معجم‌البلدان یک دانشنامهٔ جغرافیایی است که در آن اطلاعات مربوط به تقریباً همهٔ جهانِ شناخته‌شده در قرون وسطی آمده‌است. ذبیح‌الله صفا این کتاب را بهترین کتاب جغرافیایی تألیف شده در تمدن اسلامی تا زمان حمله مغول و پس از آن می‌داند. یاقوت حموی در این کتاب به ذکر فهرستی از بلاد و نواحی مختلف پرداخته و اطلاعات ارزشمندی در مورد آن‌ها ارائه کرده‌است. نگارش این کتاب در سال ۶۲۱ هجری قمری به پایان رسید. این کتاب در شش جلد و ۳۸۷۲ صفحه تألیف شده‌است.
کتاب، دارای یک پیشگفتار و یک بخش اصلی است. پیشگفتار، خود از پنج باب تشکیل شده‌است و نویسنده به فواید شناخت هیئت‌های آسمانی، جغرافیا و انگیزه‌های خود از تدوین کتاب اشاره می‌کند. بخش اصلی معجم البلدان، فهرستی است از اسامی نقاط جغرافیایی مانند کشورها، شهرها، کوه‌ها و غیره. این اسامی به ترتیب حروف الفبا مرتب شده‌اند و نویسنده پس از بیان نام آن نقطه، اطلاعات مختلف دیگری مانند ویژگی‌های محلی، طول و عرض جغرافیایی، فاصله تا جایگاه مشهورتر، محصولات کشاورزی و صنعتی، آثار باستانی، افراد سرشناس و حکایت‌های مربوط به آنان را ذکر و رویدادهای تاریخی مربوط به آن محل، آداب و رسوم محلی و اطلاعات دیگری از این دست را بیان می‌کند. حموی در معجم البلدان نام بسیاری از اماکن را از نظر ریشه‌شناسی بررسی کرده‌است که نشان می‌دهد او علاوه بر عربی، فارسی نیز می‌دانسته و با زبان‌های یونانی و سریانی آشنایی داشته‌است.
یاقوت در بسیاری از موارد پس از نقل یک یا چند گزارش از مرجع‌های مختلف، نظر خودش را نیز در تصحیح گزارش‌ها، رد یا تأیید آن‌ها یا انتخاب بهترین گزارش بیان می‌کند. این در حالی است که در نقل این گزارش‌ها نهایت امانت را رعایت و حتی آغاز و انجام مطلب نقل شده را مشخص کرده‌است. در بسیاری از موارد، نقل قول‌های حموی با اصل منبع مطابقت کامل دارد. او همچنین با شناخت دقیقی که از منابع مورد استفاده‌اش داشت، هر منبع را در موضوع خاصی قابل استناد دانسته و از آن در جای درست خود استفاده کرده‌است. به‌طور مثال، یاقوت در توصیف جغرافیا آثار ابوریحان بیرونی و خوارزمی را ملاک قرار داده یا در نوشتارهای مرتبط به اندلس به ابن بشکوال و در نوشتارهای مربوط به یمن به ابن فقیه همدانی استناد کرده‌است. او همچنین بر تلفظ صحیح نام‌ها تأکید ویژه‌ای داشت و معتقد بود که لغزشی کوچک در تلفظ نام یک نقطه، می‌تواند به اشتباهات بزرگی بینجامد.
نخستین نسخه کامل از کتاب معجم‌البلدان در شش جلد در سال‌های ۱۸۶۶ تا ۱۸۷۳ میلادی با تصحیح فردینالد وستنفلد با همکاری فرایتاگ منتشر شد. در سال ۱۹۰۶ نیز تصحیح دیگری از آن در قاهره منتشر شد.

### معجم‌الادبا
کتاب معجم‌الادبا که با نام ارشادالاریب فی معرفةالادیب نیز شناخته می‌شود، شرح حال مفصلی است از ادیبان و شاعران. استناد نویسندگان بعد از یاقوت به این کتاب نشان می‌دهد که بخش‌هایی از این کتاب از بین رفته‌است. این کتاب نیز به صورت دانشنامه و بر اساس حروف الفبا تنظیم شده و شرح حال‌ها گاهی خیلی مختصر و گاهی خیلی مفصل بیان شده‌است. با این حال، به نظر می‌رسد که روش غالب نویسنده، ایجاز و اختصار بوده‌است. یاقوت در نگارش این کتاب، از ۲۵۰ منبع استفاده کرد و علاوه بر این بسیاری از اطلاعات را با پرس‌وجو از افراد مطلع گردآوری کرده‌است. این کتاب را نخستین بار مارگلیوث، خاورشناس انگلیسی تصحیح و در هفت جلد به سال ۱۹۰۷ میلادی در مصر منتشر کرد.

### سایر آثار
المشترک وضعا و المفترق صقعا عنوان کتاب دیگری از یاقوت حموی است که معنای آن فرهنگ جاهایی با نام مشترک است. در این کتاب به بیش از هزار نام اشاره شده‌است که به بیش از چهارهزار محل جغرافیایی مربوطند. این کتاب به گفتهٔ خودِ نویسنده در مقدمهٔ کتاب، تلخیصی از معجم‌البلدان است که به‌منظور سهولت دسترسی خوانندگان آماده، و البته مطالبی نیز به آن افزوده شده‌است.
دیگر تألیفات یاقوت حموی یا تألیفاتی که به او منسوب شده‌اند، عبارتند از:
1. المقتضب حاوی اطلاعاتی درباره تاریخ عرب است.
2. مجموع کلام ابن علی الفارسی شرح حالی است از ابوعلی فارسی
3. أخبار أهل الملل وقصص أهل النحل في مقالات أهل الاسلام
4. اخبار المتنبی که شرح حالی است بر متنبی، شاعر عرب.
5. اخبارالوزرا
6. حاشیة الصحاح
7. علم الانشاء

علاوه بر این، یاقوت حموی آثار دیگری نیز داشته که از بین رفته‌اند. این کتاب‌ها عبارتند از:
1. اخبارالشعرا یا معجم‌الشعرا یا کتاب‌الشعرا که به گفته حاجی خلیفه، جغرافی‌دان و تاریخ‌دان ترک، شرح حالی از شاعران به‌ترتیب حروف الفبا در ۴۲ جلد بود.
2. المبداء و المآل در مورد تاریخ
3. الدول که به اعتقاد ووستنفلد، خاورشناس آلمانی، همان کتاب المبداء و المآل است.
4. نهایت العجب فی ابنیه کلام العرب که تحقیقی درباره صرف زبان عربی است.
5. سیره شهاب‌الدین الغوری
6. عجالة فی الانساب
7. عنوان کتاب الاغانی که مقدمه‌ای است بر کتاب الاغانی نوشته ابوالفرج اصفهانی

حموی شعر نیز می‌سرود، اما اشعار او جمع‌آوری نشده‌است. کسانی که شرح حال یاقوت را نوشته‌اند، شعرهایی را از او نقل کرده‌اند.

## در نگاه شرق‌شناسان و محققان
به گفتهٔ کراچکوفسکی، دربارهٔ هیچ‌یک از جغرافی‌دانان عرب، بیشتر از یاقوت حموی تحقیق نشده‌است. اما او تا پیش از سال ۱۸۶۰ میلادی، برای محققان غربی چندان شناخته‌شده نبود. پیش از آن، نام یاقوت در آثار برخی از شرق‌شناسان سده هفدهم و هجدهم میلادی مانند گولیوس، گرونوویوس و کوهلر یاد شده‌است. اما کریستین مارتین فران نخستین شخصی بود که دربارهٔ یاقوت مطالبی نوشت و او را معرفی کرد. با این حال محققانی مانند باربیه دومنار در اهمیت علمی آثار یاقوت تردید جدی داشتند که کراچکوفسکی، علت احتمالی این تردید را در دسترس نبودن نسخه‌ای کامل از آثار او می‌داند. دومنار، با وجود این، در کتاب فرهنگ ایران که در سال ۱۸۴۸ منتشر شد، از مطالب معجم‌البلدان در مورد مناطق مختلف ایران استفاده کرده‌است.
کتاب معجم البلدان حموی، هم در بین محققان اسلامی و هم در نظر محققان غربی، کتابی معتبر در زمینهٔ جغرافیای جهان در سده دوازدهم و سیزدهم میلادی است. بخش‌های مختلفی از این کتاب در اوایل سده نوزدهم میلادی به زبان‌های اروپایی ترجمه شد. به‌طور مثال اوسیپ سنکوفسکی در سال ۱۸۳۸ میلادی، روایت یاقوت در مورد تفلیس را به زبان روسی برگرداند. او معتقد بود که حفظ شدن اطلاعات تاریخی و جغرافیایی زیادی از قرون وسطی، مرهون کوشش و دقت یاقوت حموی است.
با انتشار نسخه کامل کتاب در سال‌های ۱۸۶۶ تا ۱۸۷۳ میلادی، تحقیق در مورد مکان‌ها و افردی که یاقوت از آنها نام برده بود، شروع شد و بسیاری از منابع قدیمی مانند ابن فضلان، ابن کلبی و ابودلف، که نسخه‌ای از آنها در دست نبود، شناسایی شدند. وستنفلد در جلد ششم از معجم‌البلدان، فهرستی از منابع یاقوت در تدوین کتاب را در جداولی آورد که به سبب شناسایی شدن این منابع، که بسیاری از آنها تا آن زمان در دسترس محققان قرار نداشت، اهمیت زیادی پیدا کرد. وستنفلد همچنین در کتاب مستقلی، نتایج تحقیقات خود را در مورد سفرهای یاقوت و سرزمین‌هایی که او از نزدیک دیده، منتشر نمود. او همچنین در سال ۱۸۶۵ در نشریه گوتینگن، مقاله‌ای با عنوان «توصیف نویسندگان و دانشمندان از یاقوت حموی» به چاپ رساند. وستنفلد کتاب المشترک وضعا و المفترق صقعا را نیز در سال ۱۸۴۶ ترجمه کرده بود.
شرق‌شناس دیگری که مطالعات ویژه‌ای در آثار جغرافیایی حموی دارد، ایگناتی کراچکوفسکی است. او در آثار خود شامل تحلیل استشهادات شعری در معجم‌البلدان یاقوت حموی، رساله دوم ابی‌دلف در معجم‌البلدان و ماه تموز در معجم‌البلدان تحقیقات خود را در مورد یاقوت منتشر کرده‌است. او همچنین در کتاب تاریخ‌نوشته‌های جغرافیایی، در فصلی مجزا به یاقوت حموی پرداخته‌است. عرفان شهید، محقق و تاریخ‌دان می‌گوید که معجم‌البلدان، اگرچه کتاب جغرافی است، اما ارزش تاریخی هم دارد. او می‌گوید محققان دریافته‌اند که او کمک بزرگی در شناخت تاریخ روسیه، اسلاوها، سیسیل، ایران، هند، سرزمین‌های آفریقایی، عربستان پیش از اسلام و همین‌طور غسانیان کرده‌است. این کتاب همچنین اطلاعات مهمی در مورد جنگ‌های صلیبی دارد. او همچنین معتقد است که معجم‌البلدان را مهمترین دانشنامه جغرافیایی به زبان عربی می‌داند که شیوه معرفی و ارجاع به منابع آن با روشی اصولی و استاندارد صورت گرفته‌است.

## منبع‌شناسی